# Сфоартеа (Алба)
Сфоартеа (рум. Sfoartea) насеље је у Румунији у округу Алба у општини Скаришоара. Oпштина се налази на надморској висини од 1230 m.

## Становништво
Према подацима из 2002. године у насељу је живело 102 становника, од којих су сви румунске националности.